# Kent (Washington)
Kent je grad u američkoj saveznoj državi Washington. Prema popisu stanovništva iz 2010. u njemu je živjelo 92.411 stanovnika.